# Коми, Джеймс
Джеймс Бра́йан Ко́ми — мла́дший (англ. James Brien Comey, Jr.; род. 14 декабря 1960, Йонкерс, Нью-Йорк) — американский государственный деятель, директор Федерального бюро расследований США с 4 сентября 2013 года по 9 мая 2017 года.

## Ранние годы
Родился 14 декабря 1960 года в городе Йонкерс, штат Нью-Йорк. Получил степень доктора юриспруденции в Чикагском университете, после чего работал судебным клерком.

## Карьера
С января 2002 по декабрь 2003 года Коми работал федеральным прокурором в Нью-Йорке, затем был заместителем Генерального прокурора США. В 2004 году Коми стал известен своим отказом на требование администрации Белого дома возобновить действие программы слежки за телефонами и электронной почтой граждан без санкции суда. В апреле 2005 года Коми покинул пост заместителя Генерального прокурора США и занялся частной юридической практикой, во время которой привлекался крупными финансовыми компаниями в качестве независимого эксперта. С 2005 года по 2010 год Коми был старшим вице‑президентом корпорации Lockheed Martin, затем работал главным консультантом инвесткомпании Bridgewater Associates.
С начала 2013 года Коми работал старшим исследователем в Колумбийском университете права (Columbia Law School) и был членом совета директоров банка HSBC.
В июне 2013 года президент Барак Обама выдвинул кандидатуру Коми на пост директора ФБР. 29 июля 2013 года сенат США проголосовал 93 голосами против одного за утверждение Джеймса Коми новым директором ФБР. Коми официально вступил в должность 4 сентября 2013 года. Он сменил на посту директора ФБР Роберта Мюллера, который возглавлял ведомство на протяжении 12 лет.
После назначения разослал своим сотрудникам рекомендации по прочтению, в том числе «Письмо из тюрьмы Бирмингема» преподобного доктора Мартина Лютера Кинга, «Наклонитесь» Шерил Сэндберг и «Праведный разум» профессора бизнес-школы Нью-Йоркского университета Джонатана Хайдта.

## Увольнение
9 мая 2017 года президент Трамп неожиданно уволил Коми с поста директора ФБР «за некомпетентность и неспособность к эффективному руководству». Решение об увольнении было принято спустя несколько часов после того, как стало известно, что Коми привел неточные данные о письмах Хиллари Клинтон, выступая в конгрессе накануне. Наблюдатели отмечают, что ранее президент Трамп высоко оценивал Коми, называя последнего «смелым». 9 мая 2017 заместитель генерального прокурора США Род Розенстайн направил президенту Трампу меморандум, в котором отмечаются серьёзные нарушения, допущенные Коми при расследовании дела о переписке Клинтон.
Трамп уволил Коми посредством письма о расторжении, в котором он заявил, что действует по рекомендации генерального прокурора Джеффа Сессиона и заместителя генерального прокурора Рода Розенштейна. В последующие дни он дал многочисленные объяснения увольнения, которые противоречили объяснениям его сотрудников, а также опровергли первоначальное заявление о том, что Сессии и Розенштейн повлияли на решение Трампа. Трамп публично заявил, что он решил уволить Коми; позже выяснилось, что он написал свой собственный предварительный проект письма об увольнении и запросил меморандум Розенштейна за день до цитирования. Он также заявил, что увольнение Коми ослабило ненужное давление на его способность вести переговоры с Россией из-за того, что Коми «выставляет напоказ и политизирует» расследование.
После увольнения Коми Розенштейн назначил бывшего директора ФБР Роберта Мюллера специальным прокурором для расследования российского вмешательства и смежных вопросов, которыми Коми руководил во время его пребывания в должности.
Представители демократической партии заявили, что неожиданное увольнение Коми не что иное, как попытка сорвать проводимое ФБР расследование возможных связей представителей Трампа с Россией во время президентской кампании 2016 года. То, что истинной причиной увольнения Коми стал отказ последнего прекратить расследование, признал и Дональд Трамп, сообщив об этом российским представителям на следующий день после увольнения Коми.
Наблюдатели отмечают аналогию между увольнением Коми и попыткой президента Никсона уволить специального прокурора А. Кокса во время Уотергейтского скандала, приведшей к конституционному кризису и последующей отставке Никсона. В отличие от действий Никсона, поступок Трампа, при всей необычности и дискуссионности, не является нарушением закона.

## Дело Флинна
На следующий день после своей отставки Коми разослал руководящим работникам ФБР информационную записку, в которой сообщил о том, что в феврале 2017 года президент Трамп якобы обратился к нему с конфиденциальной просьбой о прекращении расследования возможных связей с российскими представителями Майкла Флинна, незадолго до того уволенного со скандалом с поста советника по государственной безопасности. Представители администрации Трампа отрицают сведения Коми.
17 мая 2017 года конгресс США потребовал от ФБР предоставить записи разговоров на встречах Трампа и Коми.
9 июня 2017 года дал показания в Сенате США, рассказав о своих отношениях с президентом страны Дональдом Трампом. По словам господина Коми, он впервые узнал о российских кибератаках в конце лета 2015 года, и за это время «произошли сотни, возможно тысячи попыток компьютерных вторжений, целями которых были неправительственные и околоправительственные организации». Он предположил, что эти атаки были «частью большого стратегического плана». Однако о возможных связях Дональда Трампа с российскими властями Джеймс Коми говорить отказался.

## После государственной службы
Летом 2017 года Джеймс Коми прочитал серию лекций в Говардском университете.
С начала 2018—2019 учебного года он является профессором в своей альма-матер, Колледже Вильгельма и Марии, где читает курс по этическому лидерству.
В 2025 году Джеймс Коми в социальной сети опубликовал фотографию с ракушками с пляжа, образующими число 8647. Публикация фото вызвала скандал, поскольку число 86 на сленге могло означать «вышвырнуть кого-то из бара за пьянство» или в криминальной среде — «убивать; казнить по суду», а в числе 47 разглядели порядковые номер действующего президента США. Трамп обвинил Коми в посягательстве на свою жизнь. Коми назвал «безумным» заявление о том, что фотография с ракушками означала призыв к убийству президента и заявил, что в его молодости число 86 означало «покинуть заведение» и было связано с ресторанным бизнесом.

## В популярной культуре
В сентябре 2020 года на экраны вышел мини-сериал «Правило Коми», основанный на книге Джеймса Коми «Высшая степень преданности». Бывшего директора ФБР в нём сыграл Джефф Дэниелс.